# Shmuel Bar
Shmuel Bar (* 6. Dezember 1954) ist ein israelischer Diplomat, Mitarbeiter des Geheimdienstes und Historiker. 

## Leben
Bar erwarb 1974 an der Hebräischen Universität Jerusalem einen Bachelor in jüdischer Geschichte und der des Mittleren Ostens, an der Universität Tel Aviv 1984 seinen Master und 1989 seinen Doktor in der Geschichte des Nahen Ostens. 
Von 1973 bis 2003 arbeitete er im israelischen Staatsdienst, als Geheimdienst-Offizier in den Israelischen Streitkräfte und im Büro des Premierministers. Zuletzt war er 1998 bis 2002 erster Sekretär der israelischen Botschaft in Den Haag.
Bar ist Studiendirektor am von Daniel Rothschild geleiteten Institut für Strategie und Taktik (Merkaz ha-bentehumi) in Herzlia und gehört zum Leitungsteam der jährlichen Herzliya Conference. Er ist Adjunct Senior Fellow am Hudson Institute und war 2007 Distinguished Koret Visiting Fellow an der Hoover Institution der Stanford University. Er ist Mitbegründer und CEO der Software-Firma IntuView Ltd., die Werkzeuge zur Auswertung von Dokumenten in arabischen Sprache entwickelt.

## Schriften
- The Muslim Brotherhood in Jordan. 1998
- Iran: cultural values, self-images and negotiating behavior. 2004
- Jihad ideology in light of contemporary fatwas. 2006
- Warrant for Terror: The Fatwas of Radical Islam and the Duty to Jihad. 2008